# 上野村 (静岡県)
上野村（うえのむら）は静岡県の東部、富士郡に属していた村である。現在の富士宮市中西部にあたる。

## 地理

### 河川
潤井川、芝川、大倉川

### 字
上条
霧ヶ峰・早川・下摺原・古谷戸・角谷戸・東原・新井谷戸・下谷戸・堰道・向原・西谷戸・水之口・市場・西中島・千居・新町・東中島・大石ヶ原・中村・手代塚・塔之原・的場・下摺・上川
下条
柿谷戸・宮下・東原・横手・宮之前・赤坂・峰谷戸・高戸・東下条・堂平・浜井場・霜田・髭谷戸・丸山・田尻・東光地・広町・田尻山・出口・中島・下原・堀之内・横道・天神原・大門下・中神・西之原・霧ヶ峰
精進川
中堰・前田・南草里・後谷戸・杉ノ久保・洞ノ後・上精・中桁・大助・立道・川原端・大日向・檜谷戸・竹ノ下・坂林・徳瀬・小山・印野・久保地・高戸・川久保・川掛・大原・禿・峰・蛇石・中ノ原・山本・大芝原・椿沢・堂所・北原・雌久保・前坂・西谷戸・垣之内・代官地・砂間・四ツ辻・札の辻・大中島・向坂・郷戸・下中島・覗・神田・石合・御堂原・狐塚・押堀・向谷戸・片砂・大倉・尾崎・原地・荻久保・渡瀬・嵯峨野
馬見塚
霧ヶ峰・塚本・小屋敷・棚口・坂下・西野山・新屋

## 歴史
- 1889年（明治22年）4月1日 - 町村制の施行により、下条村、上条村、馬見塚村、精進川村が合併して発足。
- 1958年（昭和33年）4月1日 - 富士宮市に編入。同日上野村廃止。

## 文化
- 日蓮正宗総本山大石寺所在
- 日蓮正宗本山妙蓮寺所在
- 日蓮正宗古刹・名刹下之坊所在
- 上野の里まつり
- フェスタ上野
- 寛師会 - 毎年日寛上人の命日に執り行われる

## ゆかりの人物
- 南条時光 ‐ 上野郷の地頭
- 清野謙次 ‐ 先祖が13代にわたり上野郷の医師